# Bedlinog
Bedlinog (selten auch auf Walisisch Beddllwynog) ist eine Ortschaft und Community in der walisischen Principal Area Merthyr Tydfil County Borough. Die Community umfasst neben Bedlinog auch Trelewis, einen Stadtteil des eigenständigen Treharris. Beim Zensus 2011 hatte die Community 3.277 Einwohner.

## Geographie
Bedlinog liegt in Südwales in den South Wales Valleys nördlich von Cardiff. Die Community erstreckt sich in Nord-Süd-Ausrichtung im Tal des Bargod Taf, der im Nordwesten auch die Grenze der Community bildet. Daneben umfasst sie auch die Seitentäler der kleinen Nebenflüsse Nant y Fedw (rechts) und Nant Gruffydd, Nant Llwynog, Nant Wen, Nant y Garth und Nant Caeach (jeweils links). Letzterer Bach bildet auch die südöstliche Grenze der Community. So liegen auch mehrere Berge in der Community, darunter der Pen Garnbugail und große Teile des Mynydd Fochriw, beide im Nordosten der Community. Der Hauptort Bedlinog, der nur etwas mehr als 1.100 Einwohner hat, liegt im Osten der Community. Sein Stadtteil Cwmfelin schließt sich direkt im Süden an Bedlinog an und liegt direkt am Bargod Taf. Die zweite wichtige Siedlung Trelewis als östlichster Stadtteil von Treharris liegt ganz im Süden der Community. Einige hundert Meter nördlich von Trelewis liegt noch das Taff Merthyr Garden Village, das zwar ebenfalls in Bedlinog liegt, aber ansonsten ebenfalls zur Kleinstadt Treharris gehört. Daneben gibt es noch eine Vielzahl von Einzelsiedlungen. Bedeutendster Wald der Community ist der Coed y Hendre ostnordöstlich von Bedlinog.
Verwaltungsgeographisch ist Bedlinog als Community Teil der Principal Area Merthyr Tydfil County Borough. Wahlkreisgeographisch gehört sie zum britischen Wahlkreis Merthyr Tydfil and Rhymney beziehungsweise zu dessen walisischem Pendant.

## Geschichte
Die Gegend von Bedlinog war bereits in der frühen Eisenzeit besiedelt. In den Bergen im Nordosten der Community fanden sich unter anderem Hinweise auf eine Art Bauernhof aus dieser Zeit. Auch ein leaning stone namens Carre-fain-hir in der Nähe des Bauernhofes wird in diese Zeit datiert, ebenso der Rundcairn Carn Bugail und andere Cairns. Ebenso lassen sich in der Umgebung der nordöstlichen Berge Hinterlassenschaften der Römer finden. So wird zum Beispiel der Menhier Gelligaer in diese Zeit datiert. Bedlinog selbst war lange Zeit ein reines Bauerndorf, bis mit der Industrialisierung die South Wales Valleys zu einer Region des Kohleabbaus wurden. In der direkten Umgebung des Dorfes entstanden Minen, und in der zweiten Hälfte des 20. Jahrhunderts war Bedlinog ein Bergbaudorf. Ähnliches widerfuhr Trelewis. Die Taff Merthyr Colliery in der Nähe der beiden Dörfer war in den 1930ern Zentrum eines Gewerkschaftsstreiks zwischen einer unternehmenseigenen Gewerkschaft und der South Wales Miners’ Federation, der nationale Beachtung fand.

## Infrastruktur
Neben mehreren Spielplätzen liegen Teile des Taff Bargoed Park in Treharris auf dem Gebiet der Community. Sowohl in Bedlinog als auch in Trelewis gibt es eine Grundschule. In beiden Siedlungen gibt es auch andere Einrichtungen anderer Art, darunter ein Postamt und eine Kirche in Trelewis oder ein Ärztehaus in Bedlinog. Dort gibt es mit dem Bedlinog RFC auch einen Rugby-Union-Verein. Wirtschaftlich gesehen gibt es im Osten der Community einen Sandsteinsteinbruch namens Gelligaer Sandstone Quarry. Ferner verläuft eine Stromtrasse in Nord-Süd-Richtung am Bargod Taf entlang durch die Community.

## Verkehr
Die Community wird von keiner Fernstraße, aber von der Eisenbahnstrecke Taff Bargoed Branch der Rhymney Railway durchquert, die Stand 2022 allerdings keinen Personenverkehr hat. Eisenbahnstationen bestehen in Edwardsville im Westen von Treharris oder in Ystrad Mynach südsüdöstlich der Community. Zu den Hochzeiten der Industrialisierung gab es aber auch in Bedlinog eine Eisenbahnstation. Dafür ist Bedlinog mit drei verschiedenen Buslinien an die umliegenden Dörfer und Städte angebunden. Regionale Busverbindungen bis nach Blackwood, Caerphilly und Pontypridd gibt es in Trelewis.

## Bauwerke
Zwei Bauwerke in der Community wurden auf die Statutory List of Buildings of Special Architectural or Historic Interest gesetzt: die Salem Baptist Chapel in Bedlinog und ein Kriegsdenkmal in Trelewis. Bei beiden handelt es sich um Grade II buildings.